# Wildwood (Géorgie)
Pour les articles homonymes, voir Wildwood.
Wildwood est une census-designated place située dans le comté de Dade, dans l’État de Géorgie, aux États-Unis. Lors du recensement de 2020, elle comptait 382 habitants.